# آرمناک یکاریان
آرمناک یکاریان (ارمنی: Արմենակ Գրիգորի Եկարյան؛ زاده ۱۰ مه ۱۸۷۰ – درگذشته ۲۰ اکتبر ۱۹۲۶) یک فدایی ارمنی بود.

## زندگی‌نامه
یکاریان در وان در امپراتوری عثمانی به دنیا آمد. وی در سال ۱۸۸۸ از سوی حزب لیبرال دموکرات ارمنی به جنبش آزادی‌بخش ملی ارمنی پیوست. تحصیلات ابتدایی خویش را در صومعه واراگاوانک فرا گرفت. در سال ۱۸۹۶ در جریان دفاع از وان برای سازماندهی دفاع از شهر سلاح‌هایی را از ایران دریافت نمود. وی به همراه چهل تن همراهانشان زندانی شد اما در پایان درگیری آزاد گشت. از آن پس به درخواست سلطان امپراتوری عثمانی را ترک نمود. وی در ارومیه در ایران پناه گرفت. وی در سال ۱۹۰۸ پس از خلع سلطان در جریان انقلاب ترکان جوان وی به وان بازگشت. وی در سال ۱۹۱۵ به مقاومت وان پیوست  آرمناک یکاریان به عنوان رئیس پلیس برگزیده شد. در سال ۱۹۲۲ وی به همراه خانواده اش به قاهره مهاجرت نمود جایی که وی در سال ۱۹۲۵ درگذشت. خانواده وی در سال ۱۹۴۷ به جمهوری شوروی سوسیالیستی ارمنستان نقل مکان نمود.

## برای مطالعهٔ بیشتر
- L. Adjemian: Husher Armenak Yekariani, Cairo 1947, [Memoirs of Armenak Yekarian]